# باد بروكناو
باد بروكنوا (بالألمانية: Bad Brückenau) هي place with town rights and privileges وبلدة ألمانية تقع في ألمانيا في باد كيسينغن.[بحاجة لمصدر] يقدر عدد سكانها بـ 7,154 نسمة .

## المدن التوأمة
مدن Ancenis وKirkham, Lancashire هي مدن توأمة لـباد بروكنوا.